# 普拉特島 (毛里裘斯)

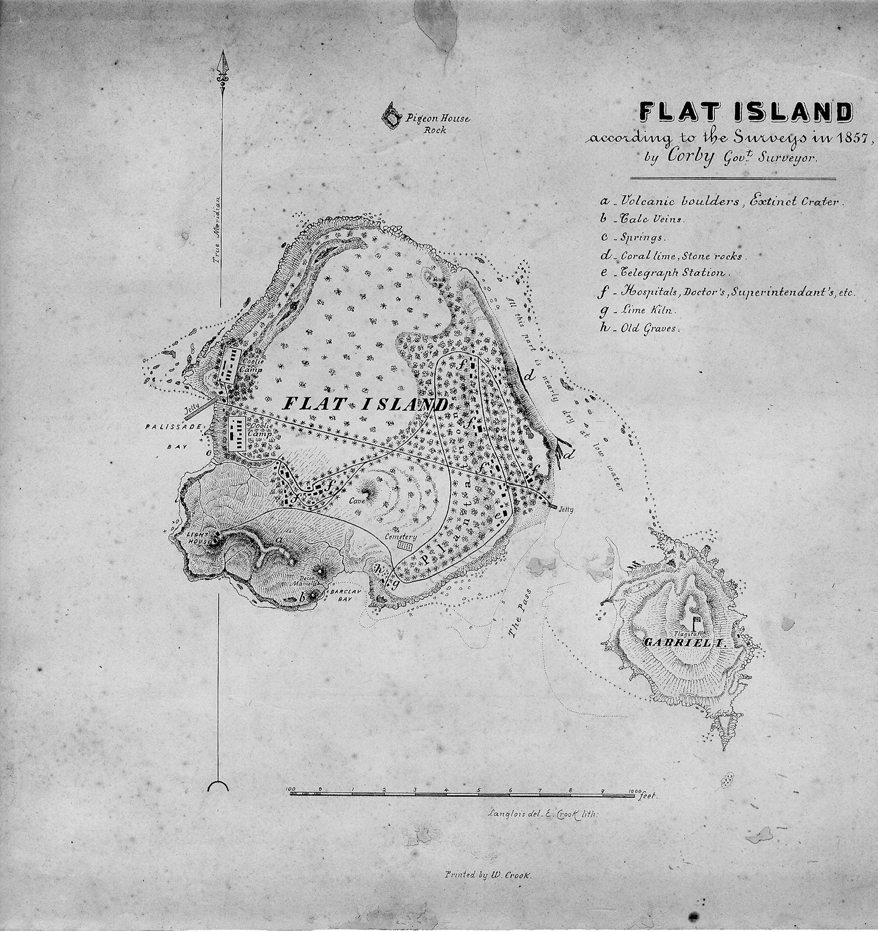
1857年的普拉特島地图

普拉特島（法語：Île Plate），或译为弗拉特岛（英語：Flat Island），是毛里裘斯的火山島，位於龍德島以西13公里的印度洋海域，面積2.53平方公里，該島有燈標、墳場和小型軍事基地，島上無人居住。

## 外部連結
- Flat Island map on Bloosee.

19°52′47″S 57°40′05″E / 19.8797°S 57.668°E